# Теракт в Карачи (2002)
Террористический акт в Карачи произошёл 8 мая 2002 года, целью атаки стали французские граждане, работавшие в Карачи по контракту.

## Ход теракта
8 мая 2002 года мужчина за рулем заминированного автомобиля остановился рядом с автобусом у отеля Sheraton. Затем он взорвал автомобиль, убив себя и 11 французов в автобусе. Также погибло 2 пакистанских прохожих, около 40 человек получили ранения. Погибшие французы были инженерами, работавшими в Пакистане над разработкой подводной лодки типа «Агоста» для пакистанского флота.

## Реакция Пакистана
Группировку «Аль-Каида» обвинили в организации взрыва. 18 сентября 2002 года был арестован Шариб Зубайр — один из организаторов этого теракта. В 2003 году два человека, проходившие по делу о данном теракте, были приговорены к смертной казни. Ещё один организатор, муфтий Мухаммед Сабир, был арестован в Карачи 8 сентября 2005 года.

## Реакция Франции
Согласно заявлениям нескольких французских политиков, нападение было организовано пакистанской межведомственной разведкой и военными чиновниками в отместку за отказ Франции выплатить им 33 млн. долларов США по ранее согласованным договорённостям. В результате этот дипломатический скандал между двумя странами получил название «Карачигейт».